# تيم لاك
تيم لاك (بالإنجليزية: Tim Lake)‏ هو صحفي أمريكي، ولد في 27 ديسمبر 1959 في قرية إليسبورغ في الولايات المتحدة.